# 1645 w literaturze
Wydarzenia literackie w 1645 roku.

## Nowe poezje
- polskie
  - Henryk Chełchowski – Hejnał Narodzonemu Jezusowi, Bóg oczłowieczony

## Zmarli
- Emilia Lanier (ur. 1569)
- Francisco de Quevedo y Villegas (ur. 1580)